# Conxa Badia Mutlló
Conxa Badia Mutlló (Santa Coloma de Gramenet, 1927-1982) va ser una escultora catalana.
Va néixer a Santa Coloma de Gramenet el 1927 en una família on hi havia pràctica artística. Va iniciar-se en l'escultura als quinze anys al taller del seu mestre, el colomenc Joan Gironès. El 1944 entrà a l'Escola Superior de Belles Arts de Sant Jordi. Les seves primeres creacions van ser d'estil figuratiu i molt academicistes.
En casar-se, la feina derivada de l'organització de la consulta privada del seu marit, la vida domèstica i la maternitat van fer que passés anys sense activitat escultòrica, sols va practicar dibuix i pintura. Amb els anys, va habilitar part del seu domicili com a taller d'escultura. A inicis dels anys 70 va iniciar una segona etapa de producció artística i es va fer sòcia del Reial Cercle Artístic de Barcelona, a més de participar en nombroses exposicions d'art, entre les quals va destacar la de Willebadessen.
En aquesta segona etapa va orientar-se a l'escultura abstracta, molt influenciada per Henry Moore. Les seves escultures van centrar-se sobretot en volums arrodonits que es van obrint i tancat, seguint les tendències del moment, i els seus temes predilectes van ser el nu femení o la parella. L'obra de la seva segona va destacar molt per la seva força, dinamisme, moviment i alegria. Paral·lelament va conrear abundantment tècniques de gravat (aiguafort i punta seca), que va generar una obra molt voluminosa.
Badia va morir de manera sobtada als 55 anys el 1982, en el moment de maduresa de la seva producció artística, a causa d'una malaltia greu, mentre estava executant la seva obra La Xitons.
És coneguda la seva obra A la sardana (1977), un bronze que va ser reproduït en grans dimensions per l'escultora Marta Solsona per ser ubicada al Parc Europa de Santa Coloma de Gramenet, amb motiu de la proclamació de la població com a Ciutat Pubilla de la Sardana el 2007.